# Voyria tenella
Voyria tenella là một loài thực vật có hoa trong họ Long đởm. Loài này được Guilding ex Hook. miêu tả khoa học đầu tiên năm 1830.